# لیه بیرد
لیه بیرد (انگلیسی: Leah Baird؛ ۲۰ ژوئن ۱۸۸۳ – ۳ اکتبر ۱۹۷۱) یک هنرپیشه، فیلم‌نامه‌نویس، و تهیه‌کننده اهل ایالات متحده آمریکا بود.